# 4507 Petercollins
4507 Petercollins è un asteroide della fascia principale. Scoperto nel 1990, presenta un'orbita caratterizzata da un semiasse maggiore pari a 2,8674470 UA e da un'eccentricità di 0,0125871, inclinata di 2,67024° rispetto all'eclittica.
L'asteroide è dedicato all'astrofilo statunitense Peter L. Collins, (co-)scopritore di quattro novae: V1668 Cygni (1978), QU Vulpeculae (1984), QV Vulpeculae (1987) e V1974 Cygni (1992).